# Baños de la Encina
Baños de la Encina – gmina w Hiszpanii, w prowincji Jaén, w Andaluzji, o powierzchni 392,27 km². W 2011 roku gmina liczyła 2694 mieszkańców.